# Piloot-Kosmonaut van de Russische Federatie
Piloot-Kosmonaut van de Russische Federatie (Russisch: Лётчик-космонавт Российской Федерации, Ljotsjik-kosmonavt Rossijskoj Federatsii), van 14 april 1961 tot 20 maart 1992 Piloot-Kosmonaut van de USSR genoemd, is een eretitel van de Russische Federatie die wordt verleend aan alle Russische kosmonauten. Meestal wordt een Piloot-Kosmonaut ook Held van de Russische Federatie.
De dragers van de titel mogen een vijfhoekig zilverkleurig schildje met een gedeeltelijk geëmailleerde afbeelding van een door een satelliet en een raket omringde aarde aan een kort lint in de kleuren van de Russische vlag op de rechterborst boven alle andere onderscheidingen dragen. De rand en enige details zijn verguld. De medaille is bol en meet 25 bij 23,8 millimeter. De kleine gesp is van goud. Op de vlakke keerzijde staat een serienummer.
Op de voorzijde is het territorium van de Russische Federatie blauw geëmailleerd. Een gouden stip duidt Moskou aan, vanwaar een ruimtevaartuig vertrekt, weergegeven door een rode baan. De verhoogde en vergulde tekst op de medaille luidt "ЛЕТЧИК, КОСМОНАВТ, РОССИЯ" (PILOOT, KOSMONAUT, RUSLAND).
De veranderingen ten opzichte van het vroegere sovjetversiersel (tot 1992) zijn dat het opschrift "USSR" is gewijzigd in "Rusland", het land niet meer rood maar blauw is ingekleurd, het spoor van het ruimteschip dieper rood is geworden en de kleuren van het lint aan de Russische vlag zijn aangepast.

## De dragers van titel en versiersel

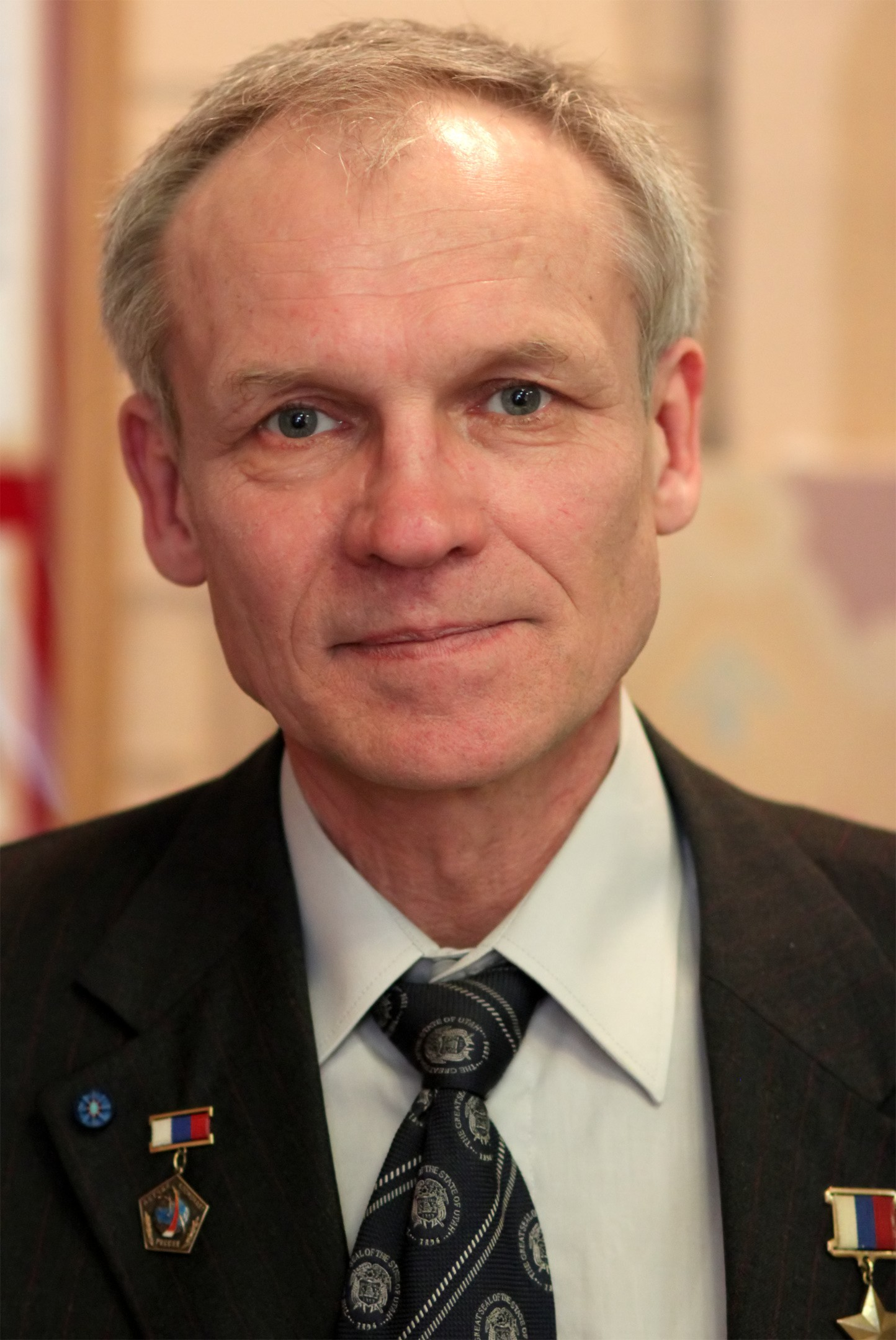
Sergej Vasiljevitsj Avdejev met de ster van een Held van de Russische Federatie en de medaille van een Piloot-Kosmonaut van de Russische Federatie.

1. 11 augustus 1992, Decreet no. 871 — Aleksandr Joerjevitsj Kaleri
2. 5 februari 1993, Decreet no. 181 — Sergej Vasiljevitsj Avdejev
3. 23 juli 1993, Decreet no. 1060 — Aleksandr Fedorovitsj Polesjtsjoek
4. 14 januari 1994, Decreet no. 154 — Vasili Vasiljevitsj Tsibliev
5. 18 augustus 1994, Decreet no. 1697 — Joeri Vladimirovitsj Oesatsjov
6. 24 november 1994, Decreet no. 2107 — Joeri Ivanovitsj Malentsjenko
7. 24 november 1994, Decreet no. 2107 — Talgat Amangeldjoeli Moesabajev
8. 10 april 1995, Decreet no. 338 — Jelena Vladimirovna Kondakova
9. 7 september 1995, Decreet no. 907 — Vladimir Nikolajevitsj Dezjoerov
10. 5 oktober 1995 Decreet no. 1017 — Nikolaj Michajlovitsj Boedarin
11. 1 april 1996, Decreet no. 447 — Joeri Pavlovitsj Gidzenko
12. 16 oktober 1996, Decreet no. 1443 — Joeri Ivanovitsj Onoefrienko
13. 11 april 1997, Decreet no. 342 — Valeri Grigorievitsj Korzoen
14. 10 april 1998, Decreet no. 370 — Aleksandr Ivanovitsj Lazoetkin
15. 10 april 1998, Decreet no. 372 — Pavel Vladimirovitsj Vinogradov
16. 10 april 1998, Decreet no. 372 — Salizjan Sjakirovitsj Sjaripov
17. 25 december 1998, Decreet no. 1640 — Joeri Michajlovitsj Batoerin
18. 5 april 1999, Decreet no. 428 — Gennadi Ivanovitsj Padalka
19. 10 september 1999, Decreet no. 1211 — Valeri Ivanovitsj Tokarev
20. 9 november 2000, Decreet no. 1858 — Sergej Viktorovitsj Zaljotin
21. 9 april 2001, Decreet no. 408 — Boris Vladimirovitsj Moroekov
22. 10 april 2002, Decreet no. 367 — Konstantin Mirovitsj Kozejev
23. 10 oktober 2002, Decreet no. 1145 (ongepubliceerd) — Joeri Valentinovitsj Lontsjakov
24. 12 april 2003, Decreet no. 420 — Michail Vladislavovitsj Tjoerin
25. 21 september 2003, Decreet no. 1082 — Fjodor Nikolajevitsj Joertsjichin
26. 4 februari 2004, Decreet no. 140 — Sergej Jevgenjevitsj Tresjtsjov
27. 23 februari 2005, Decreet no. 206 (ongepubliceerd) — Joeri Georgjevitsj Sjargin
28. ?, Oleg Valerjevitsj Kotov
29. 3 mei 2012, Dmitri Joerjevitsj Kondratjev